# André Theuriet

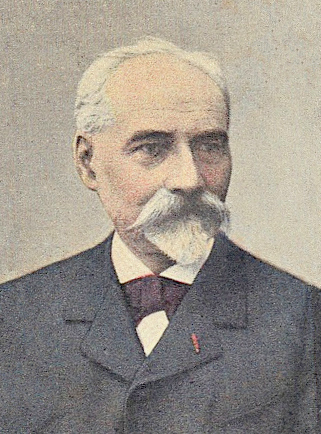
André Theuriet (1894)

André Theuriet (* 8. Oktober 1833 in Marly-le-Roi, Département Yvelines; † 23. April 1907 in Bourg-la-Reine, Département Hauts-de-Seine) war ein französischer Dichter, Romanschriftsteller und Dramatiker.

## Leben und Wirken
Seine Schulzeit verbrachte Theuriet in Bar-le-Duc und begann anschließend ein Studium der Rechtswissenschaften an der Sorbonne in Paris. Nach dessen erfolgreichen Abschluss bekam er eine Anstellung im Finanzministerium. Mit 29 Jahren nahm er einen Ruf an die Universität Tours an und lehrte dort bis 1863.
Bereits während seines Studiums machte er Bekanntschaft mit verschiedenen Parnassiens, zu denen man ihn selbst heute auch zählt. 1867 konnte Theuriet mit einer Anthologie eigener Gedichte („Chemin des bois“) erfolgreich debütieren und am Ende umfasste sein Œuvre 226 Werke. Seine ersten Gedichte waren nahezu alle bereits in verschiedenen Zeitschriften publiziert worden; viele in der Revue des Deux Mondes.
1886 ging Theuriet im Rang eines Ressortleiters in Ruhestand und arbeitete ab dieser Zeit nur noch literarisch. 1890 ehrte ihn die Académie française mit dem „Prix Vitet“. Als Alexandre Dumas der Jüngere 1895 starb, nahm im darauffolgenden Jahr die Académie française Theuriet als dessen nachfolgendes Mitglied auf (Fauteuil 2). Der Schriftsteller Jean Richepin wurde 1908 Theuriets Nachfolger.

## Rezeption

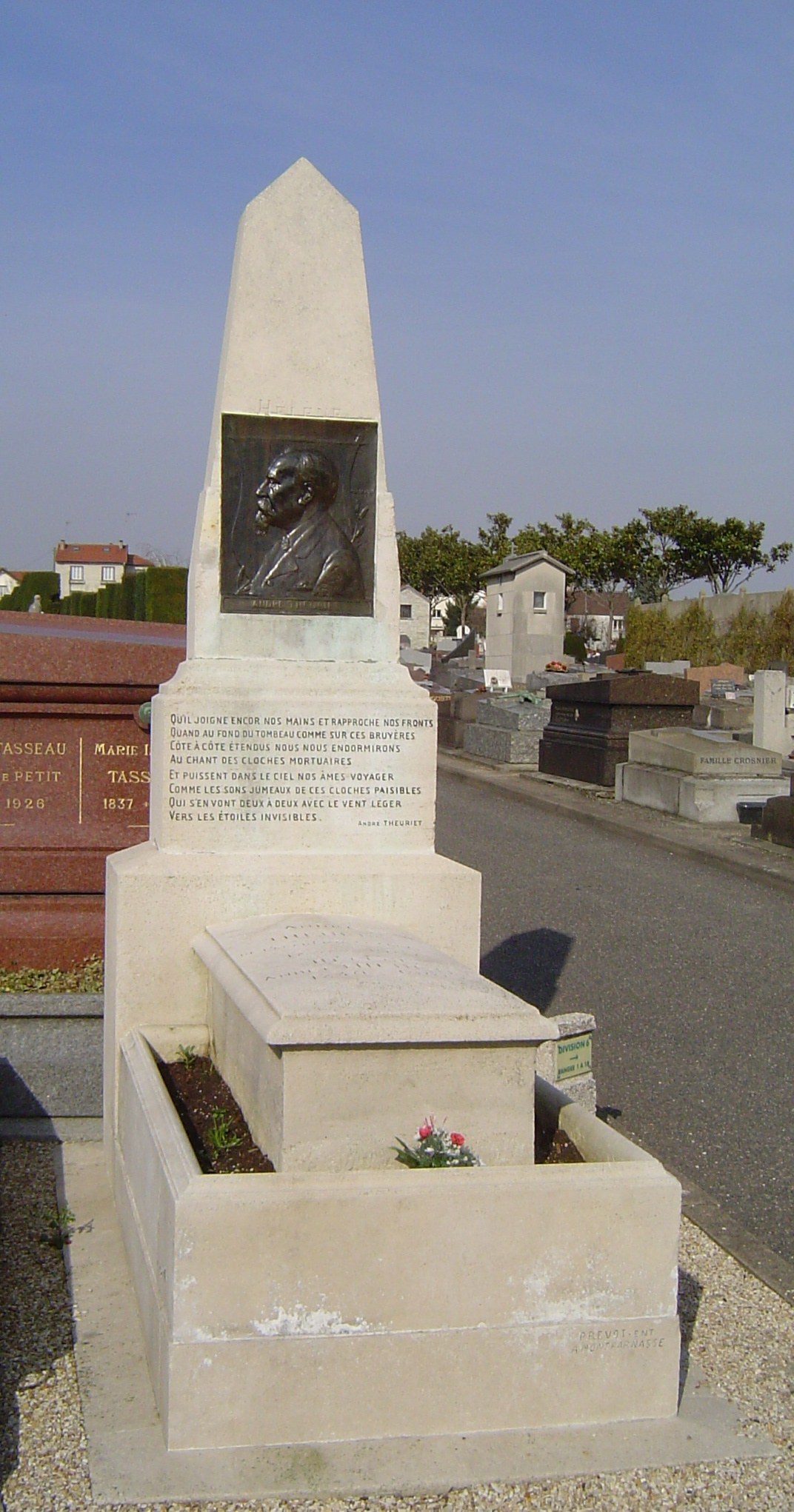
Grab in Bourg-la-Reine

Neben seinem lyrischen Werk nehmen bei Theuriet die Romane mit regionalen Bezügen einen großen Teil ein; Romane über Bar-le-Duc (22) das Land von Auberive (13), Touraine und Poitou (10), Savoyen (10) und Argonne (8).

## Werke
- L’oncle Scipion. 1890
- Mademoiselle Guignon (1874) Fortsetzungsroman

## Veröffentlichungen
- Journal de Marie Bashkirtseff, hg. von André Theuriet, 2 Bde., Paris 1887

## Poesie
- Der Weg der Hölzer. Gedichte und Poesien. (1867)
- Das Blaue und das Schwarze. Gedichte des wirklichen Lebens. (1873)
- Das Buch payse. Neue Poesien. (1883)
- Unsere Vögel (1886)

## Romane und Essays
- Die Ehe von Gérard. (1875)
- Die Maugars-Fäden. (1879)
- Das Haus zwei Barbeaux. (1879)
- Sauvageonne. (1880)
- Das Geheimnis von Gertrude. (1885)
- Erzählungen des Waldes. (1888)
- Königin der Hölzer. (1890)
- Der Abt Daniel. (1893)
- Die Zuflucht. (1898)
- Ruhige Villa (1899)
- Das Manuskript des Kanonikers. (1902)
- Colette. (posthum 1908)
- Die Chanoinesse. (unbekanntes Datum: veröffentlicht im Jahre 1930 durch die Ausgaben Nelson; französisches Original 1893)

## Bühnenstücke
- Jean-Marie. Drama in 1 Handlung in gegen Paris. Théâtre Odéon, 11. Oktober 1871.
- Das Haus zwei barbeaux. Komödie in 3 Handlungen. (in Zusammenarbeit mit Henri Lyon), Paris, Odéon-Théâtre Europas, 4. Februar 1885.
- Raymonde, Komödie in 3 Handlungen. (in Zusammenarbeit Eugène Morand), Paris, Comédie französische, 28. Mai 1887.
- Maugars, Stück in 4 Handlungen. (in Zusammenarbeit mit Georges Loiseau), Paris, Odéon-Théâtre Europas, 1. Oktober 1901.

## Übersetzungen
- Conteurs contemporains. Neun Erzählungen von André Theuriet, Anatole France, Pierre Loti, Victorien Sardou, Émile Zola, Für die Schule ausgewählt, bearbeitet u. erklärt von Joseph Hengesbach (Schulbibl. frz. u. engl. Prosaschrr. Abt. 1, Band 33). Berlin 1898